# Odditorium or Warlords of Mars
Odditorium or Warlords of Mars è il quinto album dei The Dandy Warhols. Il presentatore televisivo statunitense Bill Kurtis legge la parte introduttiva dell'album.

## Tracce
Tutte le canzoni sono state scritte da Courtney Taylor-Taylor tranne dove segnalato diversamente.
1. Colder Than The Coldest Winter Was Cold – 1:02
2. Love Is The New Feel Awful – 9:36
3. Easy – 7:32
4. All The Money Or The Simple Life Honey (Courtney Taylor-Taylor/Miles Zuniga) – 4:29
5. The New Country (Courtney Taylor-Taylor/Peter Holmstrom) – 2:10
6. Holding Me Up – 7:15
7. Did You Make A Song With Otis – 0:55
8. Everyone Is Totally Insane – 3:41
9. Smoke It (Courtney Taylor-Taylor/Miles Zuniga) – 4:06
10. Down Like Disco – 4:54
11. There Is Only This Time (Courtney Taylor-Taylor/Peter Holmstrom) – 4:40
12. A Loan Tonight (Courtney Taylor-Taylor/Peter Holmstrom/Zia McCabe/Brent DeBoer) – 11:49